# علم موسيقى الشعوب
علم موسيقى الشعوب أو علم الموسيقى العرقية، هو دراسة الموسيقى من الجوانب الثقافية والاجتماعية للأشخاص الذين يصنعونها. يشمل أساليب نظرية ومنهجية متميزة تركز على الأبعاد والسياقات الثقافية والاجتماعية والمادية والإدراكية والبيولوجية وغيرها من أبعاد السلوك الموسيقي، بدلًا من مكوناته الصوتيّة المعزولة.
يعتبر الفلكلوريون، الذين بدأوا في حفظ ودراسة الموسيقى الفلكلورية الشعبية في أوروبا والولايات المتحدة في القرن التاسع عشر، رواد هذا المجال قبل الحرب العالمية الثانية. يقال إن مصطلح علم موسيقى الشعوب صاغه لأول مرة ياب كونست من الكلمات اليونانية (ἔθνος) إيثنوس أو الأمة و (μουσική) موزيك أو الموسيقى، وغالبًا ما يتم تعريفها على أنها علم الإنسان الأنثروبولوجي أو علم الأعراق البشرية الاثنوغرافي للموسيقى، أو علم الإنسان الموسيقي. خلال تطوره المبكر من علم الموسيقى المقارن في الخمسينيات من القرن الماضي، كان علم موسيقا الشعوب موجهًا في المقام الأول نحو الموسيقى غير الغربية، لكنه شمل على مدار عدة عقود دراسة بعض وكلّ موسيقى العالم (بما في ذلك موسيقى الفن الغربي والموسيقى الشعبية) من وجهات نظر أنثروبولوجية واجتماعية وثقافية. وصف برونو نيتل ذات مرة علم موسيقى الشعوب بأنه نتاج للتفكير الغربي، معلنًا أن «علم موسيقى الشعوب كما تعرفه الثقافة الغربية هو في الواقع ظاهرة غربية»؛ في عام 1992، وصفه جيف تود تيتون بأنه دراسة الأشخاص الذين يصنعون الموسيقى.

## تعريف
يمكن وصف علم موسيقا الشعوب على نطاق واسع، بأنه تحقيق شامل عن الموسيقا في سياقاتها الثقافية. اعتمد علم موسيقا الشعوب على الجمع بين جوانب الفلكلور، وعلم النفس، والأنثروبولوجيا الثقافية، واللغويات، وعلم الموسيقا المقارن، ونظرية الموسيقا، والتاريخ، ووجهات نظر من العديد من التخصصات. أدى هذا التنوع المنضبط إلى ظهور العديد من التعاريف في هذا المجال، وتطور توجه وتركيز علماء موسيقا الشعوب منذ الدراسات الأولية في مجال علم الموسيقا المقارن في أوائل القرن العشرين. عندما ظهر هذا المجال لأول مرة، كان يقتصر إلى حد كبير على دراسة الموسيقا غير الغربية على عكس دراسة الموسيقا الفنية الغربية، التي كانت محور علم الموسيقا التقليدي. في الواقع، أُشير إلى المجال في وقت مبكر من وجوده على أنه «علم الموسيقا المقارن»، وهو ما يُعرِّف التقاليد الموسيقية الغربية بأنها المعيار الذي تقارن به جميع أنواع الموسيقا الأخرى، على الرغم من توقف استخدام هذا المصطلح في الخمسينيات من القرن الماضي كانتقاد للممارسات المرتبطة به، أصبح أكثر صراحة حول تمييز علم الموسيقا العرقية عن علم الموسيقا. مع مرور الوقت، اتسع نطاق التعريف ليشمل دراسة جميع أنواع الموسيقا في العالم وفقًا لطرق معينة.
على الرغم من عدم وجود تعريف واحد موثوق به لعلم الموسيقا العرقية، يظهر عدد من الثوابت في التعاريف التي يستخدمها كبار العلماء في هذا المجال. من المتفق عليه أن علماء الموسيقا العرقية لا ينظرون إلى الموسيقا من منظور صوتي وتاريخي بحت، وينظرون بدلًا من ذلك إلى الموسيقا ضمن الثقافة والموسيقا باعتبارها ثقافة والموسيقا باعتبارها انعكاسًا للثقافة. بالإضافة إلى ذلك، تشترك العديد من دراسات علم الموسيقا العرقية في أساليب منهجية مشتركة متضمَّنة في العمل الإثنوغرافي الميداني، وغالبًا ما تقود عملًا ميدانيًا أساسيًا بين أولئك الذين يصنعون الموسيقا، ويتعلمون اللغات والموسيقا نفسها، ويتولون دور الملاحظ المشارك في التعلّم للأداء في تقاليد موسيقية، ممارسة أطلق عليها هود اسم ثنائية الموسيقا. غالبًا ما يجمع العاملون الميدانيون الموسيقيون التسجيلات والمعلومات السياقية عن الموسيقا موضوع الدراسة. وبالتالي، لا تعتمد دراسات علم الموسيقا العرقية على المصادر المطبوعة أو المخطوطة كمصدر رئيسي للمرجعية المعرفية.

## في الثقافة الشعبية الغربية
لا يقتصر علم الموسيقا العرقية على دراسة الموسيقا من الثقافات غير الغربية. يشمل هذا الفرع العلمي مناهج مختلفة لدراسة الموسيقا حول العالم التي تركز على أبعادها الخاصة (الثقافية والاجتماعية والمادية والمعرفية والبيولوجية وما إلى ذلك) والمضامين التي تتجاوز مكوناتها الصوتية المعزولة. تخضع الموسيقا الغربية وتأثيراتها بالتالي أيضًا لاهتمام علم الموسيقا العرقية.
يقول توماس تورينو «إن تأثير وسائل الإعلام على النزعة الاستهلاكية في المجتمع الغربي هو تأثير ثنائي الاتجاه». يرتبط جزء كبير من اكتشاف الذات والشعور بالقبول لدى الفئات الاجتماعية بالأذواق الموسيقية الشائعة. تدرك شركات التسجيلات ومنتجو الموسيقا هذه الحقيقة وتستجيب لها عن طريق تقديم إنتاجاتها لمجموعات معينة. بنفس الطريقة التي تشكل بها الأصوات والصور عبر الإذاعة والإنترنت وفي مقاطع الفيديو شعور المراهقين بذواتهم الجنسية بالإضافة لهويات الأجيال بشكل أكثر تحديدًا، وهكذا يقوم الأفراد بتشكيل الاستجابات التسويقية لوسائل الإعلام تجاه الأذواق الموسيقية في الثقافة الموسيقية الشعبية الغربية. تمثل ذروة مجموعات الهوية (خاصة المراهقين) في مختلف أنحاء البلاد قوة مهمة يمكنها تشكيل صناعة الموسيقا بناءً على ما يُستهلك.

## البرامج الأكاديمية
تقدم العديد من الجامعات في جميع أنحاء العالم فصولًا في علم الموسيقا العرقية وتعمل كمراكز لأبحاث علم الموسيقا العرقية. تتضمن القائمة المرتبطة برامج منح للشهادات العليا والجامعية (للخريجين وغير الخريجين).

## علم رقص الشعوب

### التعريف
ينطوي تعريف علم رقص الشعوب على أوجه تشابه كثيرة مع الطريقة الحالية لدراسة علم موسيقا الشعوب. ومع أخذ جذور علم رقص الشعوب في علم الإنسان بعين الاعتبار، وبالطريقة التي يدرس بها في هذا المجال، فإن الرقص يعرف ويدرس في هذه الدائرة الأكاديمية على أنه جزأين: «جزء لا يتجزأ من شبكة الأحداث الاجتماعية» و «جزء من نظام المعرفة والمعتقد والسلوك الاجتماعي والمعايير والقيم الجمالية». أي دراسة الرقص في جوانبه الأدائية -الحركة البدنية والأزياء والمراحل والمؤدّين والصوت المصاحب- مع السياق الاجتماعي والاستخدامات داخل المجتمع الذي يحدث فيه.

### البدايات
بسبب نموها بجانب علم موسيقا الشعوب، ركزت بداية علم رقص الشعوب أيضًا على الجانب المقارن للأشياء، حيث كان التركيز على تصنيف أنماط مختلفة، مستندة إلى الحركات المستخدمة والموقع الجغرافي بطريقة لا تختلف عن لوماكس. يظهر هذا بشكل أفضل في «تدوين بينيش وعلم رقص الشعوب» في عام 1967 الذي نُشر في مجلة علم موسيقا الشعوب، ويناصر هال استخدام تدوين بينيش كطريقة لتوثيق أنماط الرقص بحيث «يمكن مقارنة الأنماط والتقنيات بالتفصيل -حتى المدارس في النمط الواحد- والاختلافات الفردية في التنفيذ من راقص لآخر». في السبعينيات والثمانينيات، كحال علم موسيقا الشعوب، ركز علم رقص الشعوب على نوع تواصل محدد للغاية من الموسيقا الفلكلورية التي تؤديها مجموعات صغيرة، ودُرِست الجوانب المتعلقة بالسياق والأداء للرقص وتم التأكيد على أنها جزء من رقص شعبي كامل يلزم الحفاظ عليه. تأثر ذلك بنفس طريقة دراسة الوصف الكثيف المتمركزة حول الإنسان، والتي انتقلت إلى علم موسيقا الشعوب. ومع ذلك، في هذا الوقت، كانت جوانب الصوت والرقص في العروض المدروسة تدرس وتحلل بشكل منفصل قليلًا عن السياق والجوانب الاجتماعية للثقافة المحيطة بهذه الرقصات.

### الوقت الحالي
منذ منتصف الثمانينيات، كانت هناك طريقة تفسيرية انعكاسية للكتابة عن الرقص في الثقافة، أكثر وعيًا بتأثير العالِم في المجال، وكيف يؤثر على الثقافة وعلاقتها بالرقص الذي يبحث فيه العالِم. على سبيل المثال، لأن أغلب العلماء كانوا يبحثون عن أكثر شعب أصيل، كان هناك نقص في الدراسة عن فناني الأداء الفردي والرقصات المشهورة، ومجموعات رقصات المجموعات الفرعية داخل ثقافة ما مثل النساء، والشباب، والأعضاء المثليين جنسيًا. وعلى النقيض من ذلك، كانت هذه الموجة الأحدث من الدراسة تريد دراسة أكثر انفتاحًا عن الرقص ضمن ثقافة ما. إضافة إلى ذلك، كان هناك تحول من أجل المزيد من العطاء والأخذ المتبادل بين العالِم والأفراد، الذين يساعدون العلماء أيضًا في العمل الميداني كالمعلمين والمخبرين.

### الاختلافات مع علم موسيقا الشعوب
على الرغم من وجود العديد من أوجه التشابه بين علم رقص الشعوب وعلم الموسيقا العرقية أو موسيقا الشعوب، يوجد فرق كبير بين النطاق الجغرافي الحالي للدراسات التي تم إصدارها. على سبيل المثال، منذ بداية علم الموسيقا العرقية، كان هناك تركيز كبير على الموسيقا الإفريقية والآسيوية، نظرًا لأنها على ما يبدو أكثر انحرافًا عن القواعد، في حين تمتع علم رقص الشعوب، الذي بدأ أيضًا في أوروبا، منذ فترة طويلة بدراسات مكثفة عن «الرقصات الشعبية» في أوروبا الشرقية مع القليل نسبيًا من الرقصات الأفريقية والآسيوية، لكن الدراسات الأمريكية تناولت أنواع الرقص للأمريكيين الأصليين وفي جنوب شرق آسيا. ومع ذلك، فأساس من الممكن مواجهة هذا الاختلاف على أساس أن العديد من دراسات علمي الموسيقا والرقص لدى الشعوب أجريت على الموسيقا والرقص الشعبيين للوطن باسم القومية.

### المنظمات
مجموعة دراسة ICTM حول علم رقص الشعوب. المجلس الدولي للموسيقا التقليدية، بدءًا من عام 1962 كمفوضية للرقص الشعبي قبل تسمية نفسها باسمها الحالي في أوائل السبعينيات. بهدف تشجيع البحث والتوثيق والدراسة متعددة التخصصات للرقص؛ موفرةً منتدى للتعاون بين علماء وطلاب علم رقص الشعوب من خلال الاجتماعات الدولية والمنشورات والمراسلات؛ تلتقي مجموعة الدراسة مرة كل سنتين في مؤتمر، للإسهام في الفهم الثقافي والمجتمعي للإنسانية من خلال عدسة الرقص.
مؤتمر الأبحاث في الرقص CORD، المعروف حاليا باسم جمعية دراسات الرقص DSA، بعد الاندماج مع جمعية علماء تاريخ الرقص في عام 1964. وأشير إلى أن أهداف CORD هي تشجيع البحث في جميع جوانب الرقص والمجالات المرتبطة، تعزيز تبادل الأفكار والموارد والمنهجيات من خلال المنشورات والمؤتمرات وحلقات العمل الدولية والإقليمية، وتعزيز إمكانية الحصول على المواد البحثية. ينشر مؤتمر أبحاث الرقص مجلة علميّة مرتين سنويًا خاضعة للمراجعة، تسمى مجلة أبحاث الرقص.

## مقالات ذات صلة
- علم الموسيقى الحيوية
- مزامنة (علم الموسيقى الحيوية)
- علم النفس الموسيقي
- علم الموسيقى العصبي